# Facteur en jupons
Pour plus de détails, voir Fiche technique et Distribution.
Facteur en jupons (Die Christel von der Post) est un film allemand réalisé par Karl Anton, sorti en 1956. 

## Fiche technique
- Titre : Facteur en jupons
- Titre original : Die Christel von der Post
- Réalisation : Karl Anton
- Scénario : Franz Marischka
- Directeur de la photographie : Willi Sohm
- Montage : Annemarie Rokoss
- Pays d'origine :  Allemagne de l'Ouest
- Sociétés de production : Berolina Film
- Producteur : Kurt Ulrich
- Format :
- Genre : Comédie policière
- Durée : 103 minutes (1 h 43)
- Dates de sortie : 1956

## Distribution
- Gardy Granass : Christel Werner, la factrice
- Hardy Krüger : Horst Arndt, le détective adjoint
- Claus Biederstaedt : Mecky Doppler
- Paul Hörbiger : Ferdinand Brenneis, l'hôtelier
- Hannelore Bollmann : Rita Hohenfeld
- Gunther Philipp : Poldi Blaha
- Carl Wery : Kriminalkommissar Egon Hanke
- Carla Hagen : Ruth Bornemann, une factrice
- Lotte Rausch : Ella Lenz, la gouvernante
- Ludwig Manfred Lommel : Professeur Manfred Hummel, l'enthomologiste
- Karl Hellmer : Pelzer, le réceptionniste de l'hôtel